# Марышев, Анатолий Никитович
Анатолий Никитович Марышев (род. 7 января 1938, Калининское) — киргизский государственный деятель.

## Биография
Один из основателей и первый соруководитель Социал-демократической партии Кыргызстана, первый руководитель парламентского органа Евразийского экономического сообщества — межпарламентской ассамблеи (МПА) ЕврАзЭС. Первый вице-президент Евразийского информационно-аналитического центра содействия инвестициям.
Анатолий Марышев вместе с Алмазбеком Атамбаевым были первыми депутатами собрания народных представителей Жогорку Кенеша Кыргызской Республики.
С 1995 по 1996 годы — заместитель Председателя Собрания народных представителей Жогорку Кенеша Кыргызской Республики.
С 1996 года по направлению Жогорку Кенеша работал в должности ответственного секретаря Межпарламентского комитета Республики Беларусь, Республики Казахстан, Кыргызской Республики, Российской Федерации и Республики Таджикистан (Санкт-Петербург).
С 2002 по 2005 годы — ответственный секретарь Межпарламентской ассамблеи Евразийского экономического сообщества.
С 2006 по 2014 годы — первый заместитель ответственного секретаря Межпарламентской ассамблеи ЕврАзЭС.